# Bogny-sur-Meuse
Bogny-sur-Meuse är en kommun i departementet Ardennes i regionen Grand Est (tidigare regionen Champagne-Ardenne) i nordöstra Frankrike. Kommunen ligger  i kantonen Monthermé som ligger i arrondissementet Charleville-Mézières. År 2022 hade Bogny-sur-Meuse 4 947 invånare.

## Befolkningsutveckling
Antalet invånare i kommunen Bogny-sur-Meuse
Referens: INSEE

## Galleri

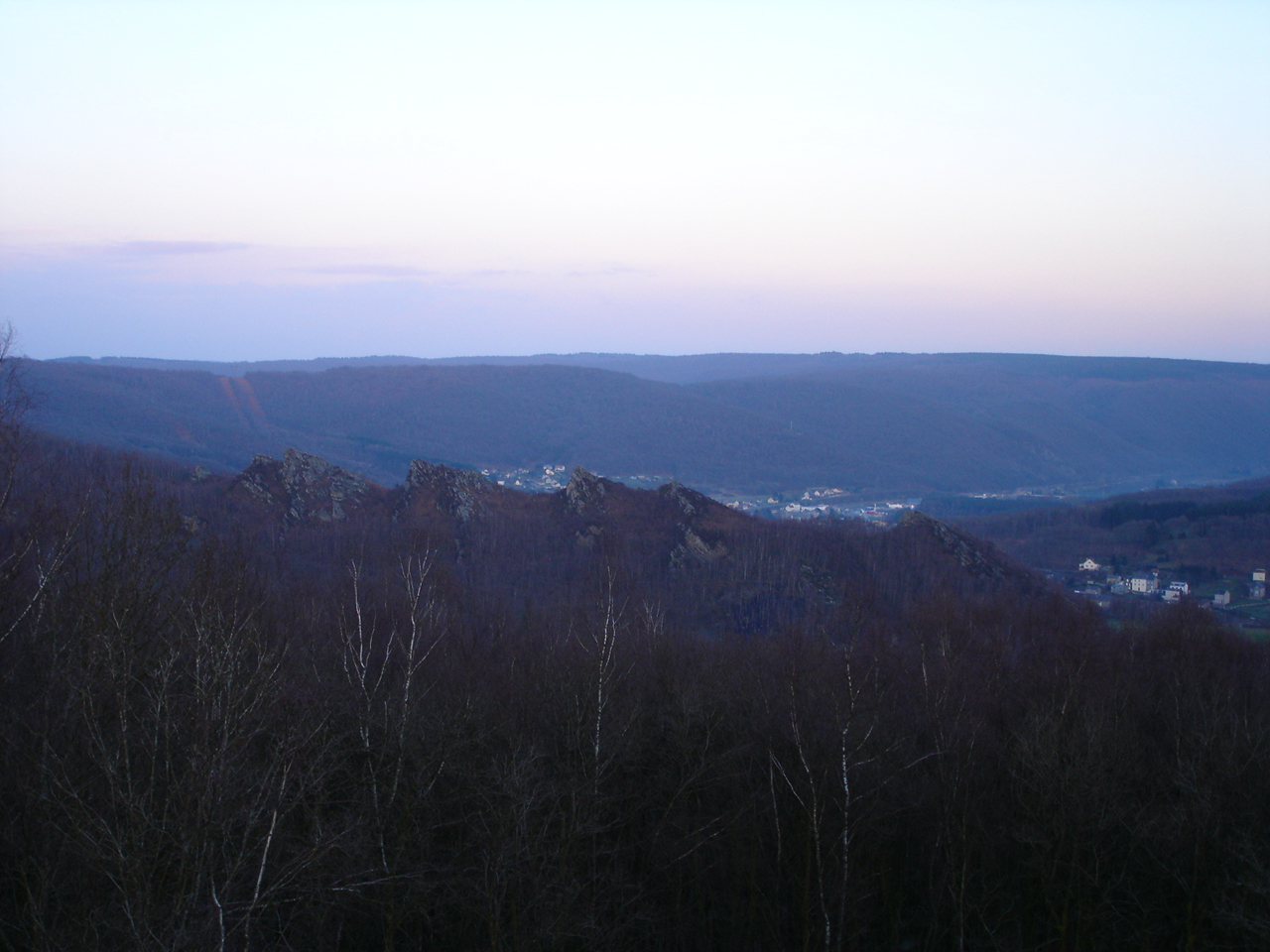
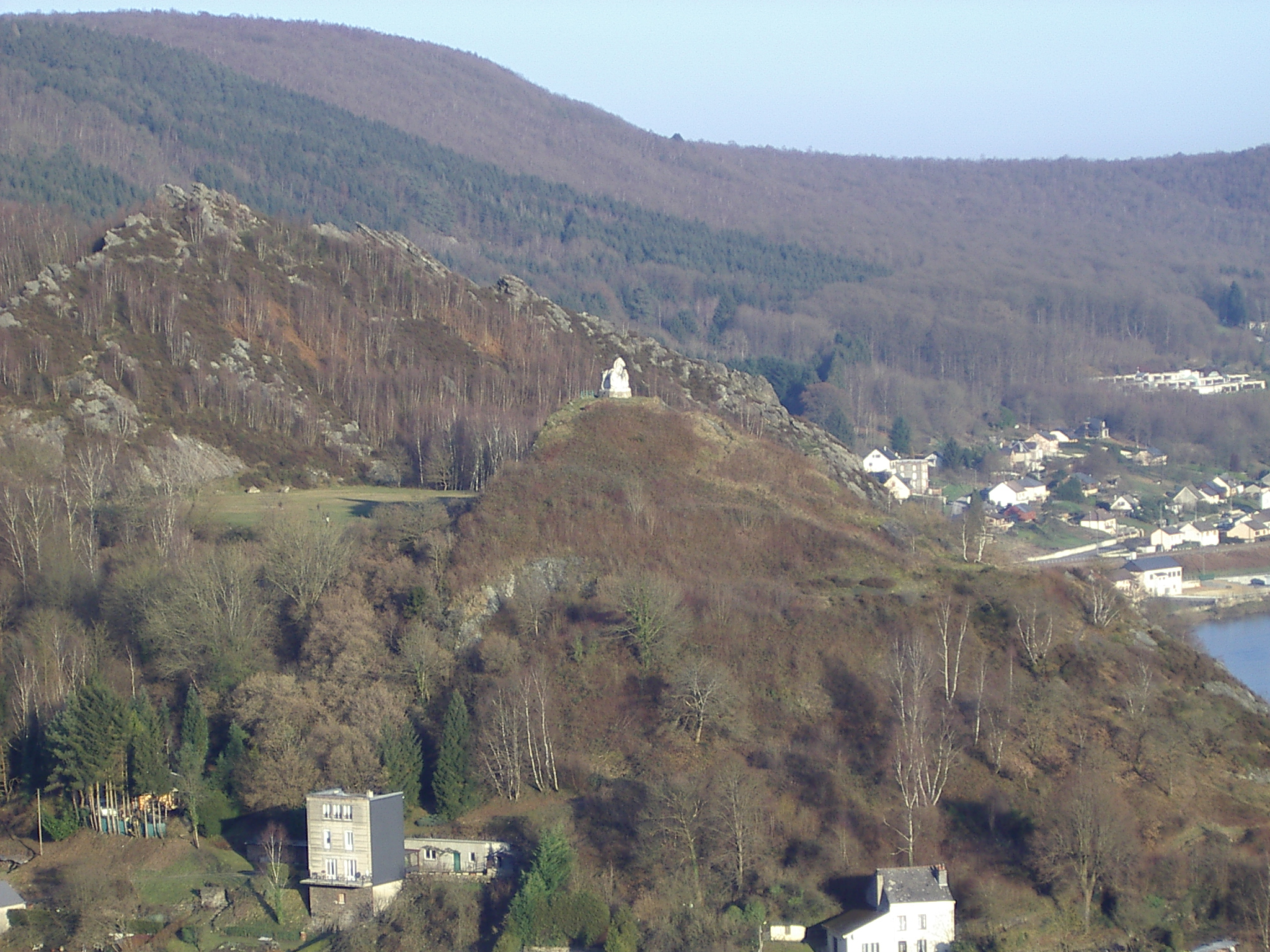
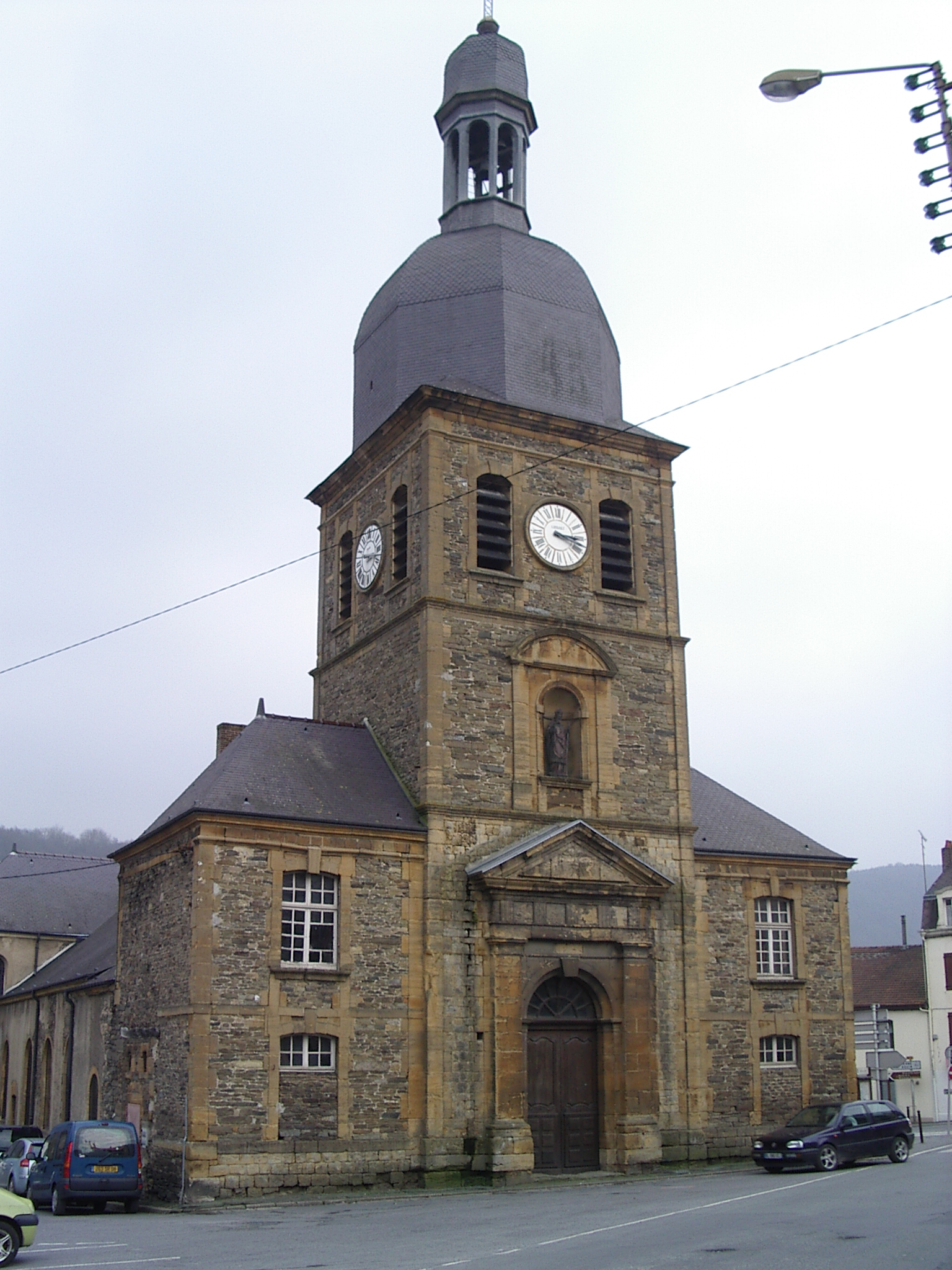
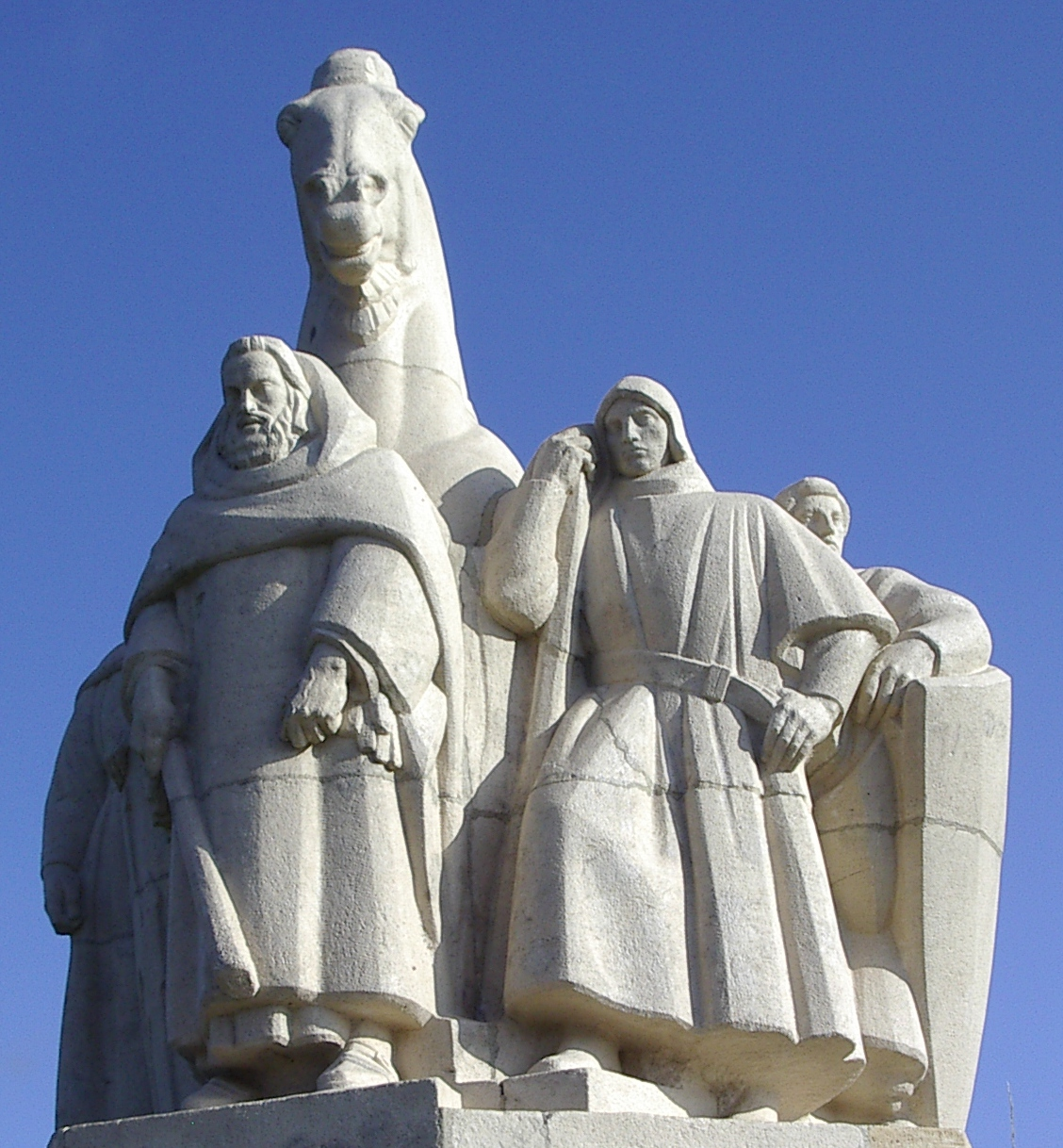
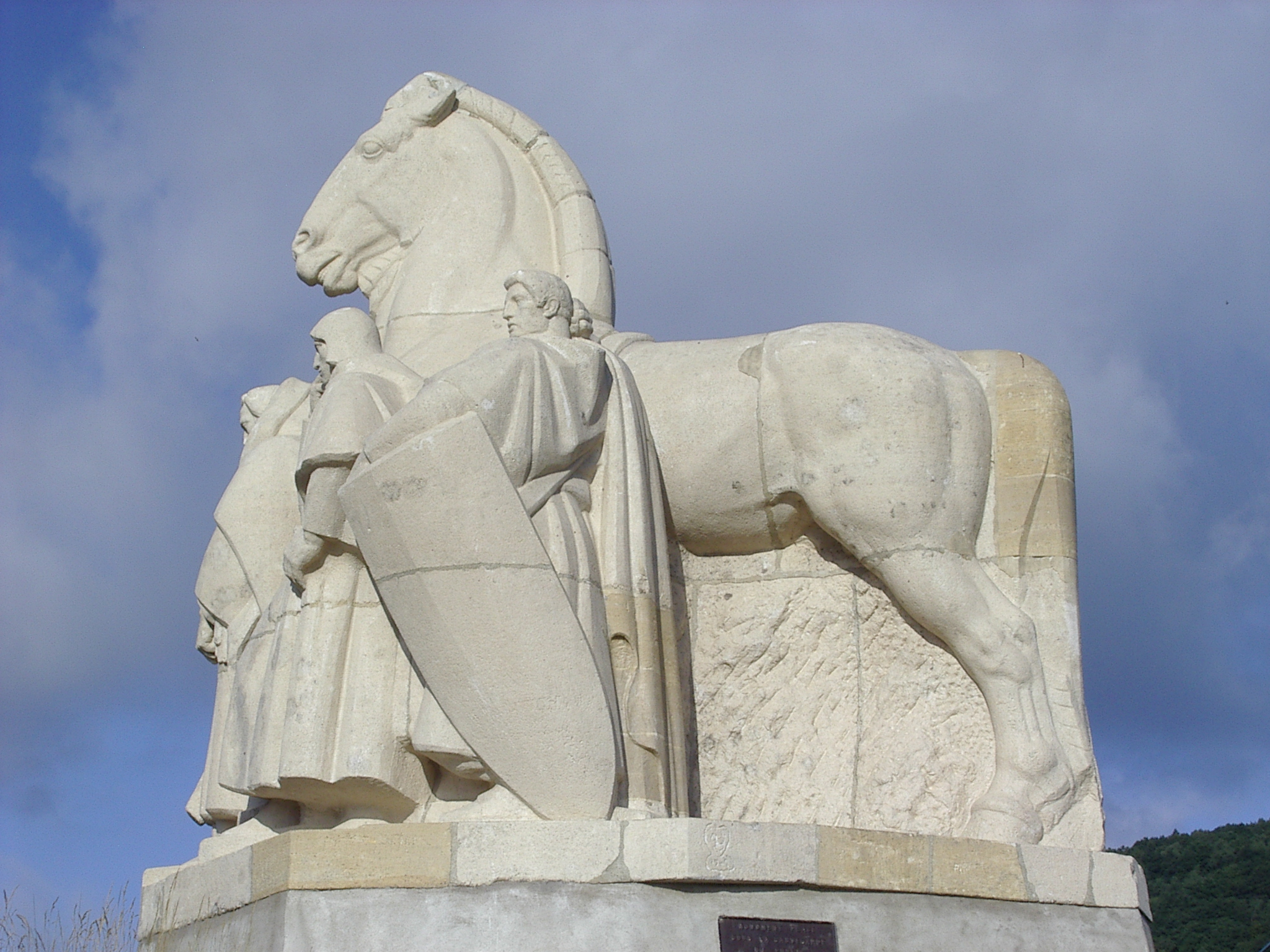